# Gare de Rho
La gare de Rho (en italien, Stazione di Rho) est une gare ferroviaire italienne de la ligne de Turin à Milan, située sur le territoire de la commune de Rho, dans la province de Milan en région de Lombardie.
Elle est mise en service en 1858. C'est une gare voyageurs, classée argent, des Rete ferroviaria italiana (RFI), desservie par des trains Trenitalia RV et R, et depuis 2004 elle est également une gare du Service ferroviaire suburbain de Milan des lignes S5 et S6.

## Situation ferroviaire
Établie à environ 154 mètres d'altitude, la gare de Rho est située au point kilométrique (PK) 134,571 (depuis Turin) et 16,348 (depuis Milan) de la ligne de Turin à Milan, entre les gares de Pregnana-Milanese et de Rho-Fiera-Milano, et elle est également située sur la ligne de Domodossola à Milan.

## Histoire
La station de « Rho » est mise en service le 18 octobre 1858 par la Société des chemins de fer Lombard-Vénitiens et de l'Italie centrale, lorsqu'elle ouvre à l'exploitation la ligne de Milan à Magenta, principal tronçon de la section lombarde de la future ligne de Turin à Milan.

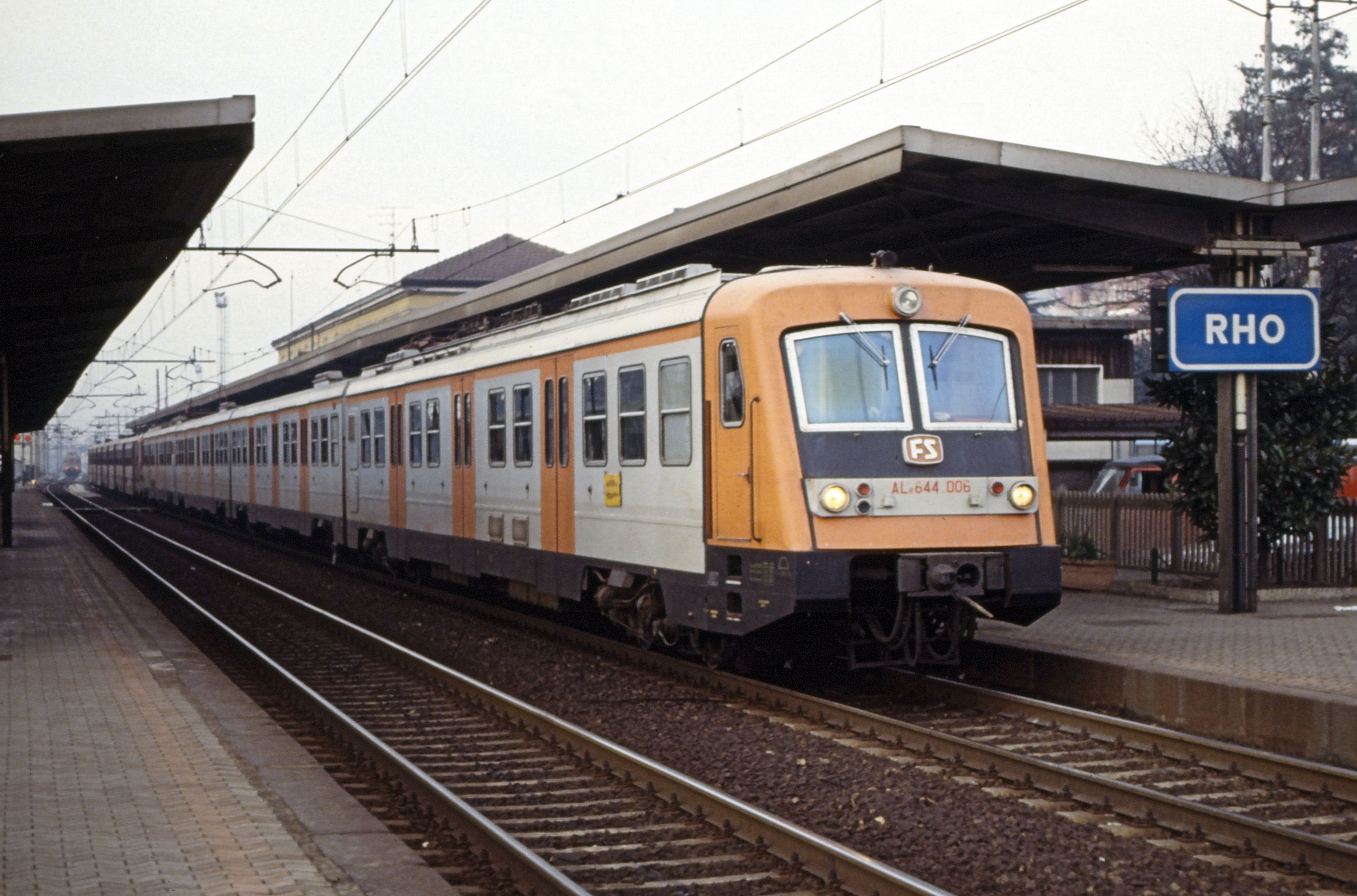
Intérieur de la gare et train à quai en 1987.

En 2004, la gare est desservie par les trains de la ligne S5 du service ferroviaire suburbain de Milan et de la ligne S6 du service ferroviaire suburbain de Milan.

## Service des voyageurs

### Accueil
Gare voyageurs RFI, classée argent, elle dispose d'un bâtiment voyageurs avec une salle d'attente. Un bureau et un automate permettent l'achat de titres de transports. On y trouve également un bar.
La traversée des voies et l'accès aux quais s'effectuent par un passage souterrain.

### Desserte
Rho est desservie par des trains  Trenitalia  régionaux rapides RV de la relation Turin-Lingotto - Milan-Porta Garibaldi, et des trains Trenitalia régionaux R de la relation Domodossola - Milan-Porta Garibaldi.
C'est également une station du service ferroviaire suburbain de Milan desservie par les trains de la ligne S5, relation Varèse - Treviglio, et la ligne S6, relation Novare - Pioltello-Limito.

### Intermodalité
Un parking pour les véhicules y est aménagé. Elle est desservie par des bus urbains.